# Roselliniella microthelia
Roselliniella microthelia är en lavart som först beskrevs av Carl (Karl) Friedrich Wilhelm Wallroth, och fick sitt nu gällande namn av Nik. Hoffm. & Hafellner 2000. Roselliniella microthelia ingår i släktet Roselliniella, ordningen Sordariales, klassen Sordariomycetes, divisionen sporsäcksvampar och riket svampar.   Inga underarter finns listade i Catalogue of Life.